# 紐約市消防局
紐約市消防局（官方英文名稱： / 首字母縮寫：）是位於美國紐約市的消防總隊，它為紐約市五個行政區共計302平方英里（780平方）的區域內為超過850萬居民提供全方位服務。有關紐約市消防局的市政法規列於《紐約市法規彙編》第三編。紐約市消防局消防部門的格言為“紐約至勇（New York's Bravest）”；而其緊急醫療部門的格言則為“紐約至優（New York's Best）”。
紐約市消防局在負責滅火與火災預防外，還是紐約市緊急醫療服務的主要提供者。除上述工作外，紐約市消防局還承擔技術救援、生化核放防禦及建築結構倒塌響應與分析等更寬泛的工作。為此紐約市消防局配備了各種通用與專用消防設備來應對各種任務。紐約市消防局是全美乃至整個西半球最大的市政消防總隊，也是全球僅次於東京消防廳的第二大的城市消防部門。紐約市消防局僱用了超過11,000名制服消防員、4,274名制服醫療急救人員和2,096名文職人員。
紐約市消防局總部位於紐約市布魯克林區下城的都市技術中心9號，而其消防學員學院則位於蘭德爾島。紐約市消防局的制服消防員隸屬於國際消防員協會旗下的三個的地方工會：制服消防員工會（地方工會94號）、制服消防員協會（地方工會854號）和制服火警調度員慈善工會（地方工會4959號）；而制服急救人員則分別隸屬於37區理事會下的兩個地方工會：制服醫療急救人員工會（地方工會3621號）和制服急救人員、護理員與檢查員工會（地方工會2507號）。

## 組織架構

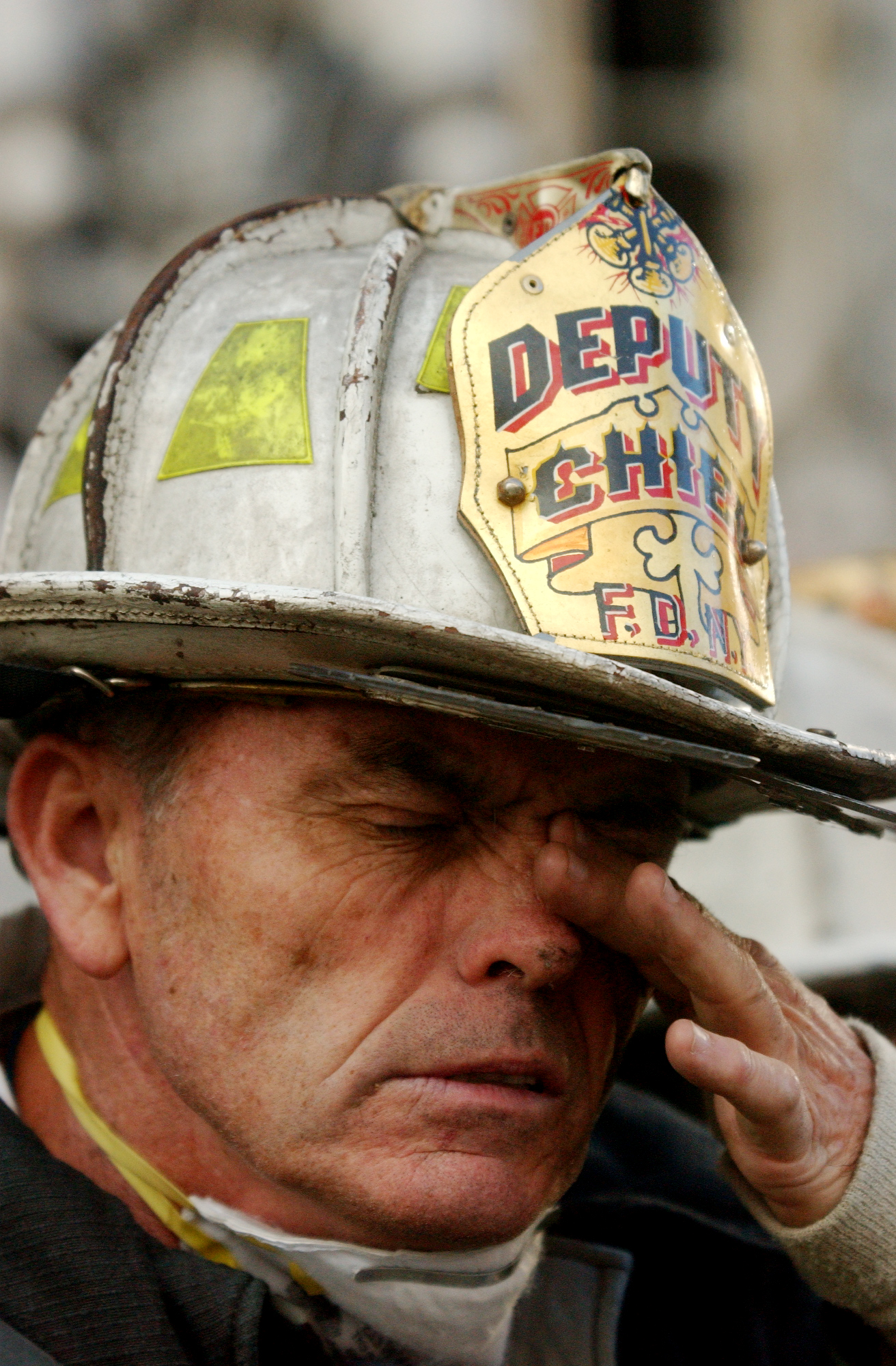
一名紐約市消防局副消防總長正在參與九一一襲擊後的世界貿易中心救援行動。

與美國大多數主要城市的消防局一樣，紐約市消防局也採取准軍事化組織架構並且在許多情況下與警察部門的架構相呼應。紐約市消防局的行政管理團隊分為兩個部分：擔任部門負責人的文職消防局長（直譯為“消防專員”）和擔任業務領導的消防總長。現任紐約市消防局長為勞拉·卡瓦納吉，她於2022年2月接替丹尼爾·尼格羅出任該職。整個紐約市消防局行政管理團隊還包括幾名副局長（或稱“副專員”），他們負責消防局內的各行政部門；以及消防總長、消防行動主管、緊急醫療服務主管、總消防隊長、訓練主管和其他團隊主管。其他團隊主管有7名全市巡迴指揮、火災預防主管和安全主管。
基於日常運作和地理因素，紐約市消防局分為五個區指揮部，每個區指揮部對應紐約市的一個行政區。其中曼哈頓區的指揮部長官稱為“助理總長”，而其他四個行政區的指揮長官則成為“副助理總長”。這五個區指揮部共有9個消防大隊，每個消防大隊均由1名大隊長領導，同時還有數名副大隊長會在大隊長未值班時負責管理大隊。每個消防大隊由4到7個消防中隊組成，每個消防中隊由1名中隊長領導，同時也會設有幾個副中隊長協助中隊長。而每個消防中隊則由3到8個消防站組成，每個消防站下轄180名到200名消防員及消防官。紐約市消防局所轄消防站均由1到3個消防隊組成，每個消防隊則由1名隊長和3名副隊長及12到20名消防員構成。消防局值班分為“夜班”（下午6點至次日上午9點）和“日班”（上午9點至下午6點），但消防隊員之間可以通過“互助”的方式使得值班時間採取24小時輪換。這樣每個消防隊將自己的值班時間整合為一整天，然後獲得三天的休息時間。每個值班隊伍由1名隊長或副隊長擔任指揮，然後包括由5名消防員組成的1個消防車班、由5名消防員組成的1個雲梯車班、1個救援車班或重型救援車班，以及由6名消防隊員組成的危險材料處置班。
紐約市消防局面臨著紐約市特有的高層及超高層建築所帶來的消防挑戰。而除了應對從木結構單戶住宅到鋼筋水泥高層建築等多類型建築火災外，紐約市還有許多偏僻的橋樑與隧道及深入地下的紐約市地鐵系統所發生的特殊火災，此外還有大型公園及樹木繁茂地區所帶來的山火。
紐約消防局還要應對許多其他事件，如車禍、車輛救援、煤氣緊急情況、被困、建築事故、高角度救援、溝道救援、密閉空間事件、爆炸、運輸事故、不穩定的建築物或倒塌、危險材料事件、醫療緊急狀況等等。

### 腳註
1. ↑  適用於紐約市消防局緊急醫療服務部（英语：New York City Fire Department Bureau of EMS）。[5]

### 出典
1. ↑  . 紐約市政府.   [2023-11-15]. （原始内容存档于2024-01-17）.
2. 1 2  . 紐約市政府.   [2023-11-15]. （原始内容存档于2023-11-15）.
3. ↑   (PDF). 紐約市政府.   [2023-11-15]. （原始内容存档 (PDF)于2023-04-02）.
4. ↑   (PDF). 紐約市政府.   [2023-11-15]. （原始内容存档 (PDF)于2019-08-08）.
5. 1 2 3  . Citiview Travel Guide.   [2023-11-15]. （原始内容存档于2023-11-15）.
6. ↑  . ABC7. 美國廣播公司. 2022-10-29  [2023-11-15]. （原始内容存档于2024-02-22）.
7. ↑  . 紐約市政府. 2022-07-01  [2023-11-15]. （原始内容存档于2023-08-22）.
8. ↑  . 美國法律出版社.   [2023-11-16]. （原始内容存档于2024-02-29）.
9. ↑  . MapQuest（英语：MapQuest）.   [2023-11-16]. （原始内容存档于2023-11-16）.
10. ↑  . Yelp.   [2023-11-16]. （原始内容存档于2023-11-17）.
11. ↑  . 紐約市消防局.   [2023-11-16]. （原始内容存档于2024-02-05）.
12. ↑  Donna Rogers. . 紐約市政府. 2001-11  [2023-11-16]. （原始内容存档于2007-12-18）.
13. ↑   (PDF). 紐約市政府.   [2023-11-16]. （原始内容 (PDF)存档于2012-08-12）.
14. ↑   (PDF). 紐約市政府.   [2023-11-16]. （原始内容 (PDF)存档于2016-09-10）.

### 文獻
- Boucher, Micheal L.; Urbanowicz, Gary R.; Melahn, Frederick B. . Evansville: M. T. Publishing. 2006. ISBN 9781932439595.
- Costello, Augustine E. . A. E. Costello. 1887.
- Daly, Charles P. . 1871.
- Dunshee, Kenneth Holcomb. . Harold Vincent Smith for The Home Insurance Company. 1939.
- Dunshee, Kenneth Holcomb. . Hastings House. 1952.
- Griffiths, James S. . Fire Department of New York. 2007.
- Urbanowicz, Gary R. . Nashville: Turner Publishing Company. 2002. ISBN 9781563117978.

## 延伸閱讀
- FDNY Firehouse Listing （页面存档备份，存于）（英文）

## 外部連接
- 官方网站
- 紐約市消防局的X（前Twitter）
- 紐約市消防局的Facebook專頁
- 紐約市消防局的Instagram帳戶
- 紐約市消防局在Flickr上的页面
- YouTube上的紐約市消防局頻道